# Międzynarodowy Komitet Taksonomii Wirusów
Międzynarodowy Komitet Taksonomii Wirusów (ang. International Committee on Taxonomy of Viruses, ICTV) – międzynarodowa organizacja zajmująca się upoważnianiem i organizacją taksonomiczną klasyfikacji oraz nomenklatury wirusów. ICTV opracował uniwersalny system klasyfikowania wirusów oraz określa nazwę, opis oraz pozycję systematyczną każdego wirusa, który wpływa na organizmy żywe. Członkowie Międzynarodowego Komitetu Taksonomii Wirusów są uważani za ekspertów w dziedzinie wirusologii.  ICTV powstała z i podlega Wirusologicznemu Wydziałowi Międzynarodowej Unii Towarzystw Mikrobiologicznych (ang.Virology Division of the International Union of Microbiological Societes). Szczegółowe prace, takie jak wyznaczanie granic gatunków w obrębie rodziny, zwykle odbywają się w grupach ekspertów od danej rodziny wirusów.

## Historia
W 1966 roku w Moskwie, podczas Międzynarodowego Kongresu Mikrobiologii powstał Międzynarodowy Komitet Nazewnictwa Wirusów (ICNV – Internation Committee on Nomenclature of Viruses – ang.) W tym czasie pośród wirusologów można było wyczuć potrzebę stworzenia jednego uniwersalnego systemu taksonomicznego. W 1973 roku ICNV został przekształcony w ICTV (International Committe on Taxonomy of Viruses). Obecnie ICTV działa pod patronatem Zakładu Wirusologii Międzynarodowej Unii Towarzystw Mikrobiologii. ICTV ma sześć podkomisji, 45 grup badawczych oraz pod 400 uczestniczących wirusologów.

## Cele
Cele Międzynarodowego Komitetu Taksonomii Wirusów to:
1. Rozwijanie międzynarodowej współpracy w celu uzgadniania taksonomii wirusów.
2. Ustanawianie wspólnych nazw na szczeblu międzynarodowych dla wszystkich wirusów.
3. Komunikacja między ekspertami w celu dyskusji na temat decyzji dotyczących klasyfikacji i nomenklatury wirusów oraz organizowanie spotkań, meetingów, pisanie raportów etc.
4. Utrzymanie oficjalnego indeksu uzgodnionych nazw taksonomicznych wirusów.

## Zasady nomenklatury
Podstawowe zasady nazewnictwa w ICTV są:
1. Stabilne.
2. Stosowane, aby uniknąć lub odrzucić stosowanie nazw, które mogą spowodować błędy lub pomyłki.
3. Stosowane, aby uniknąć niepotrzebnego tworzenia błędnych nazw.

Uniwersalny system klasyfikacji wirusów stosowany przez ICTV wykorzystuje nieco zmodyfikowaną wersję standardowego systemu klasyfikacji biologicznej. Uznaje tylko kolejność taksonów takich jak rodziny, podrodziny, rodzaj, gatunek. Gdy nie ma pewności jak sklasyfikować gatunek w rodzaju, ale jego klasyfikacja w rodzinie jest jasna, okaz ten zostanie sklasyfikowany jako nieprzypisany gatunek do tej rodziny. Takich taksonów jak ten wyżej wymieniony jest wiele.
ICTV był bardzo skuteczny w osiąganiu stabilności, aż od jego powstania w 1962 roku. Każdy rodzaj i rodzina uznane w 1980 roku nadal są w użyciu.

## Nazywanie i zmiana nazw taksonomicznych
Propozycje nowych nazw, zmiany nazwy oraz klasyfikacji systematycznej są rozpatrywane przez Komitet Wykonawczy ICTV w formie propozycji. Wszystkie odpowiednie podkomisje ICTV i grupy badawcze konsultują te propozycje między sobą przed podjętą decyzją.
Nazwa taksonu nie ma mocy ustawodawczej, dopóki nie zostanie zatwierdzona przez ICTV, a nazwy będą przyjmowane tylko wtedy, gdy są one związane z zatwierdzonym systemem taksonomicznym.

## Zasady nazewnictwa w poszczególnych stopniach taksonomicznych

### Gatunek
Nazwa gatunku składa się z jak najmniejszej liczby słów, ale nie musi się składać tylko z nazwy rodzajowej i "word virus". Nazwa gatunku musi zapewnić odpowiednio jednoznaczną identyfikację gatunku. Numery, litery lub ich kombinację mogą być stosowane jako rodzaje epitetów, gdzie są już powszechnie stosowane takie zabiegi. Jednak nowo wyznaczone numery seryjne, liter lub ich kombinacji, są nie do przyjęcia.

### Rodzaj
Rodzajem wirusów nazywa się grupę gatunków pokrewnych, które podzielają pewne istotne własności i często różnią się jedynie w zakresie gospodarza i zjadliwości. Nazwa rodzaju musi być jednym słowem. Zatwierdzenie nowego rodzaju należy dołączyć zatwierdzenie typu gatunku. Nazwa rodzaju musi się kończyć końcówką -virus.

### Podrodzina
Podrodzina jest grupą rodzajów dzielących pewne wspólne znaki. Taki takson należy stosować tylko wtedy, gdy jest to konieczne w celu rozwiązania złożonego hierarchicznego problemu. Nazwa podrodziny musi kończyć się końcówką -virinae.

### Rodzina
Rodzina to grupa rodzajów, niezależnie czy są one zorganizowane z podrodzin, dzieląc pewne wspólne znaki. Nazwa rodziny musi kończyć się końcówką -viridae.

### Rząd
Rzędem nazywa się grupę rodzin dzielących pewne wspólne znaki. Nazwa rzędu musi kończyć się końcówką -virales.

## Ortograficzne zasady taksonomii wirusów
1. W formalnym użyciu nazw taksonomicznych, nazwy rodzin, podrodzin i rodzajów drukowane są kursywą oraz pierwsze litery nazw są pisane wielką literą.
2. Nazwy gatunków są drukowane kursywą i mają pierwszą literę nazwy wielką. Inne słowa nie są pisane wielką literą, chyba że są to odpowiednie rzeczowniki lub części nazw własnych.
3. W formalnym użytkowaniu nazwa taksonu powinna poprzedzać termin dla jednostki taksonomicznnej.

## Baza danych ICTV
Baza danych ICTV (ICTVdb ang.) jest bazą gatunków i izolatów, która służy jako towarzysz do bazy danych taksonomii ICTV. Rozwój ICTVdB został poparty przez ICTV w 1991 i był początkowo przeznaczony do pomocy w badaniach taksonomicznych. Baza danych klasyfikuje wirusy przede wszystkim na podstawie ich własności chemicznych, rodzaju kwasu nukleinowego, replikacji, chorób z nimi związanych, wektorów i rozmieszczenia geograficznego oraz wielu innych cech.
W 2011 ICTV postanowiła zawiesić projekt ICTVdB oraz stronę internetową dotyczącą tego przedsięwzięcia. Decyzja ta została podjęta po tym jak okazało się, że taksonomia tam umieszczona była nieaktualna przez wiele lat, a część informacji na stronie było niedokładnych ze względu na naturalny język, który był używany na tej stronie.